# Всеобщие выборы на Кубе (1940)
Всеобщие выборы на Кубе проходили 14 июля 1940 года. Президентом стал кандидат от Народной социалистической коалиции Фульхенсио Батиста. На парламентских выборах победу одержала Аутентичная партия, став с 34 из 162 мест крупнейшей фракцией Палаты представителей. Явка составила 73,4%.

## Результаты

### Президентские выборы
| Кандидат                            | партия                                    | Голосов   | %     |
| ----------------------------------- | ----------------------------------------- | --------- | ----- |
| Фульхенсио Батиста                  | Демократическая социалистическая коалиция | 805 125   | 56,7% |
| Рамон Грау Сан-Мартин               | Оппозиционный фронт                       | 573 576   | 40,3% |
| Рейнальдо Маркес                    | Национальная аграрная партия              |           |       |
| Недействительных/пустых бюллетеней  | Недействительных/пустых бюллетеней        |           | -     |
| Всего                               | Всего                                     | 1 421 563 | 100   |
| Зарегистрированных избирателей/Явка |                                           |           |       |
| Источник: Nohlen                    |                                           |           |       |

- Демократическая социалистическая коалиция (или Народная социалистическая коалиция) включала Коммунистический революционный союз, Прогрессивную акцию, Демократическую национальную ассоциацию, Либеральную партию и Республиканскую демократическую партию.
- В Оппозиционный фронт входили ABC, Аутентичная партия и Республиканское действие.

### Выборы в Сенат
| Партия                                    | Голосов | % | Мест | +/-   |
| ----------------------------------------- | ------- | - | ---- | ----- |
| Демократическая социалистическая коалиция |         |   | 22   | новая |
| Оппозиционный фронт                       |         |   | 14   | новая |
| Недействительных/пустых бюллетеней        |         | - | -    | -     |
| Всего                                     |         |   | 36   | 0     |
| Источник: Nohlen                          |         |   |      |       |

### Выборы в Палату представителей
| Партия                                  | Голосов | % | Мест | +/-   |
| --------------------------------------- | ------- | - | ---- | ----- |
| Аутентичная партия                      |         |   | 34   | новая |
| Либеральная партия                      |         |   | 23   | -11   |
| Республиканская демократическая партия  |         |   | 22   | новая |
| Националистический союз                 |         |   | 21   | -9    |
| Демократическая национальная ассоциация |         |   | 18   | -52   |
| Республиканское действие                |         |   | 16   | -9    |
| ABC                                     |         |   | 12   | новая |
| Коммунистический революционный союз     |         |   | 10   | новая |
| Прочие                                  |         |   | 6    | -     |
| Недействительных/пустых бюллетеней      |         | - | -    | -     |
| Всего                                   |         |   | 162  | 0     |
| Источник: Nohlen                        |         |   |      |       |